# (What’s the Story) Morning Glory?
(What’s the Story) Morning Glory? – drugi album studyjny zespołu Oasis, wydany w 1995. Został sprzedany w liczbie 346 tys. egzemplarzy w Wielkiej Brytanii w pierwszym tygodniu sprzedaży i w około 22 milionach na całym świecie. Ponadto album ten znajduje się na trzecim miejscu w historii brytyjskiej muzyki rozrywkowej w liczbie sprzedanych krążków, ustępując jedynie Greatest Hits zespołu Queen i Sgt. Pepper’s Lonely Hearts Club Band zespołu The Beatles.
W 2003 album został sklasyfikowany na 376. miejscu listy 500 albumów wszech czasów magazynu Rolling Stone.
Album ten przyczynił się do ogromnej popularności zespołu, który stał się wówczas jednym z najlepiej rozpoznawalnych brytyjskich zespołów muzycznych, o czym najdobitniej świadczą dwa koncerty w Knebworth, które w czasie dwóch dni zgromadziły ponad 250 000 fanów. Koncert ten pobił także rekord Wielkiej Brytanii, odnośnie do zapotrzebowania na bilety, gdyż złożono wówczas ponad 2,6 miliona aplikacji.

## Lista utworów
1. Hello – 3:21
2. Roll With It – 3:59
3. Wonderwall – 4:18
4. Don’t Look Back in Anger – 4:48
5. Hey Now! – 5:41
6. Swamp Song, pt. 1 – 0:44
7. Some Might Say – 5:29
8. Cast No Shadow – 4:51
9. She’s Electric – 3:40
10. Morning Glory – 5:03
11. Swamp Song, pt. 2 – 0:39
12. Champagne Supernova – 7:27

- Winylowa wersja płyty zawiera piosenkę „Bonehead’s Bank Holiday” jako utwór siódmy

## Single
- 1995 Some Might Say (#1UK)
- 1995 Roll With It (#2UK)
- 1995 Morning Glory (#25 AUS, #24 U.S.)
- 1995 Wonderwall (#2 UK, #8 U.S.)
- 1996 Don’t Look Back in Anger (#1 UK, #1 IRL)
- 1996 Champagne Supernova (#26 AUS)

## Skład
- Liam Gallagher – śpiew
- Noel Gallagher – gitara prowadząca, śpiew, pianino, melotron, E-bow
- Paul „Bonehead” Arthurs – gitara rytmiczna, melotron, pianino
- Paul McGuigan – gitara basowa
- Alan White – bębny, perkusja